# Rue du Parlement (Liège)
La rue du Parlement est une rue du quartier d'Outremeuse à Liège en Belgique (région wallonne). 

## Histoire
Comme tout le quartier construit autour de la place du Congrès, la rue est percée vers 1880 au lieu-dit des Prés Saint-Denis (parties nord et est d'Outremeuse).

## Description
Cette voie plate et rectiligne mesurant environ 130 m est l'une des sept voiries partant de la place du Congrès. Elle relie cette place circulaire au quai de la Dérivation, en rive gauche de la Dérivation. Une quinzaine de hêtres pourpres jalonnent cette artère.

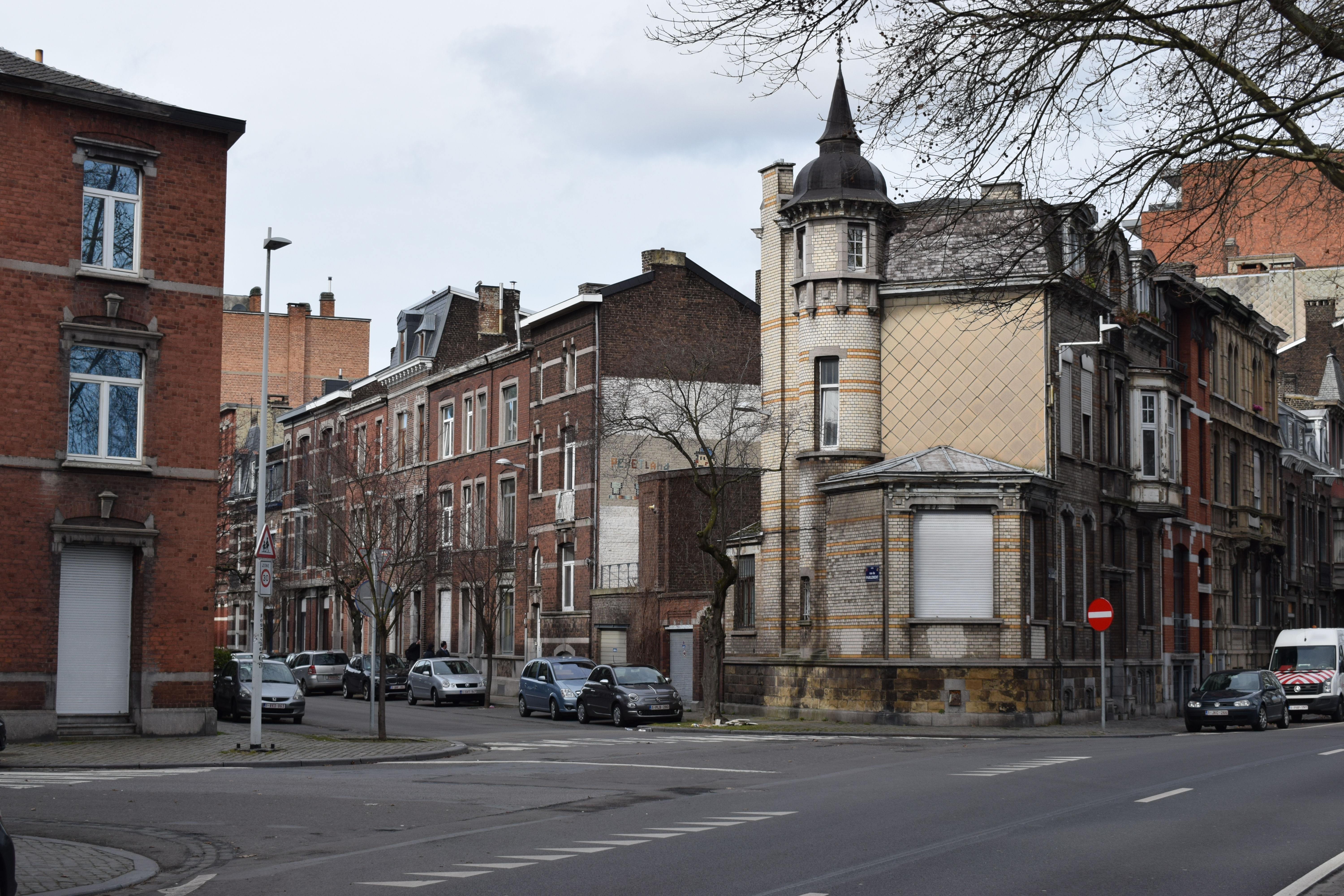
Vue de la rue depuis le quai de la Dérivation

## Architecture
La rue compte une trentaine d'immeubles érigés pour la plupart à la fin du XIXe siècle et au début du XXe siècle. 
Deux d'entre eux ont été réalisés dans un style Art nouveau :
- au no 2, un immeuble réalisé d'après les plans de l'architecte Victor Rogister et réalisé en 1906 [1]; l'immeuble jouxte la maison Counet,
- aux nos 6/8, la maison aux Aztèques est un immeuble et un ancien atelier de confiserie aussi réalisés par Victor Rogister en 1906[2].

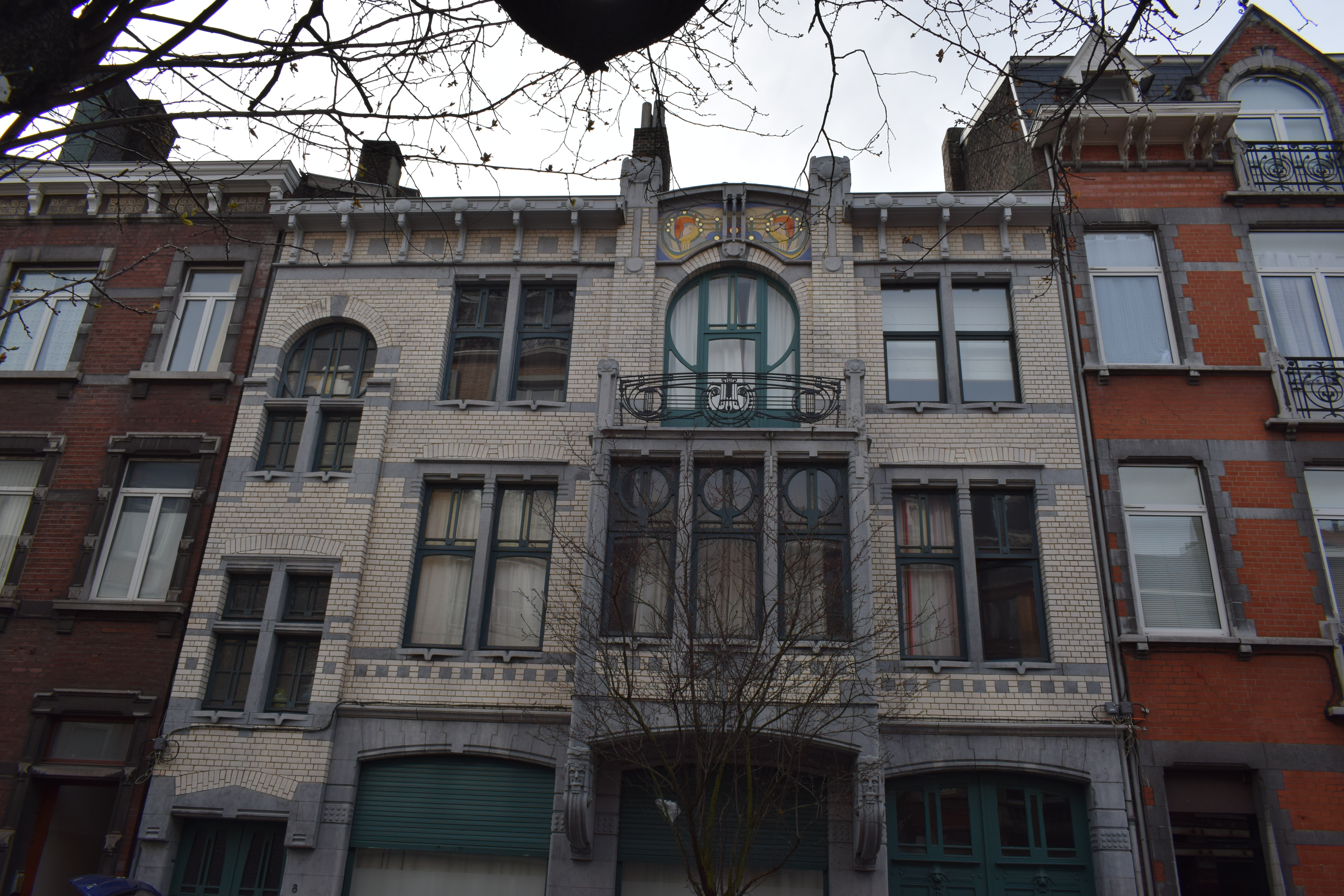
La maison aux Aztèques

L'immeuble sis au no 16 possède au rez-de-chaussée des portes ornées de ferronneries réalisées dans le style Art déco.
L'immeuble d'angle (côté impair) avec le quai de la Dérivation compte une tourelle ronde en brique blanche rythmée de bandeaux de brique jaune.

## Voiries adjacentes
- Place du Congrès
- Quai de la Dérivation
- Rue de l'Enseignement